# 饭冢脆鳞虫
饭冢脆鳞虫（学名：Lepidasthenia izukai）为多鳞虫科脆鳞虫属的动物。分布于日本以及中国东海、黄海等海域。